# 2008年夏季奥林匹克运动会马拉维代表团
2008年夏季奥林匹克运动会馬拉維代表团会参加2008年8月8日至24日在中国北京主办的第29届夏季奥运。代表团包括4位参赛者，包括2名田径选手及2名游泳选手。

## 田径
- Chancy Master
- Lucia Chandamale

## 游泳
- Charlton Nyirenda（50米自由泳）
- Zarra Pinto（100米自由泳）